# Залізниця Ковель — Холм (1520/1435)

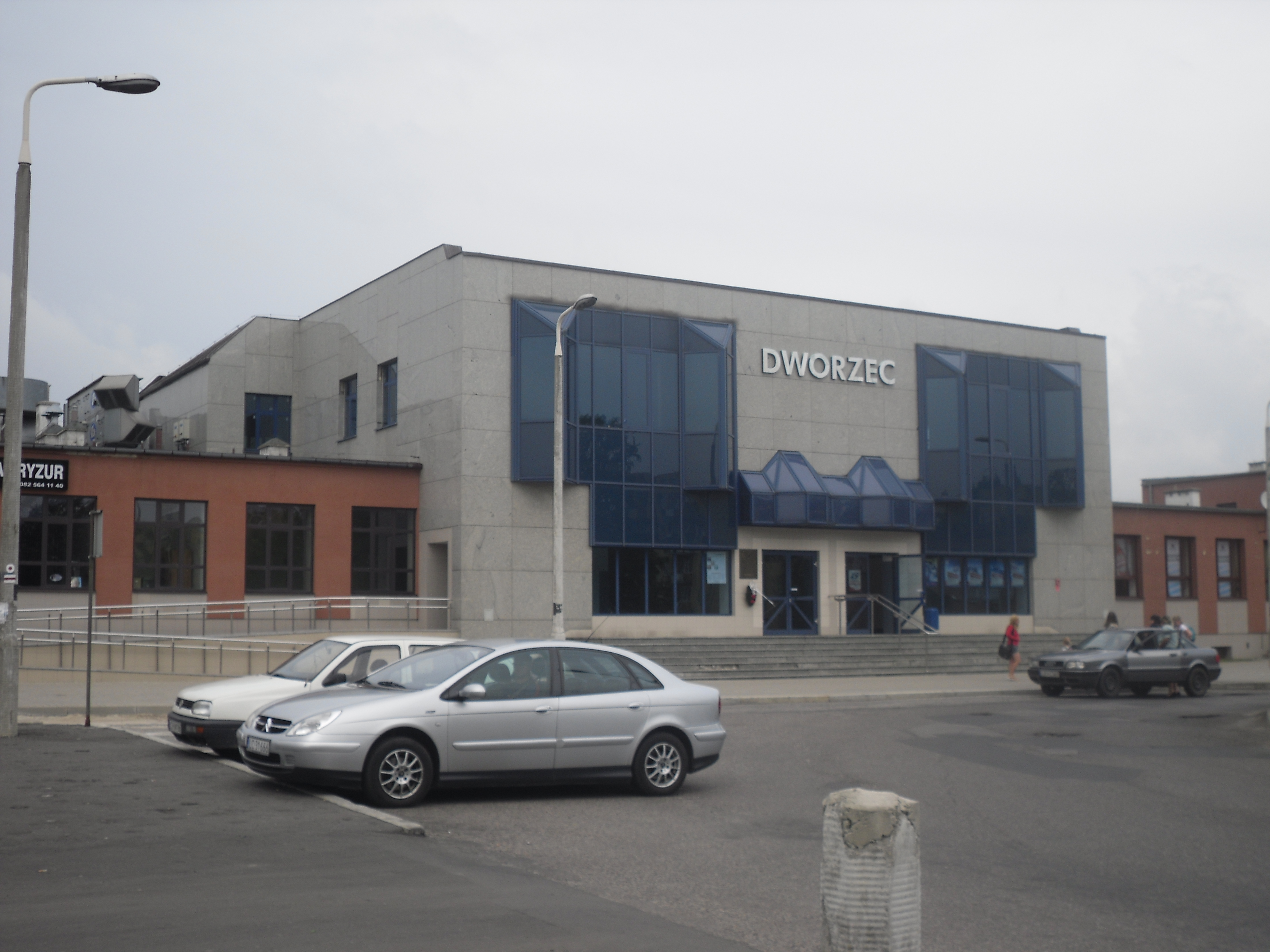
Вокзал станції Холм

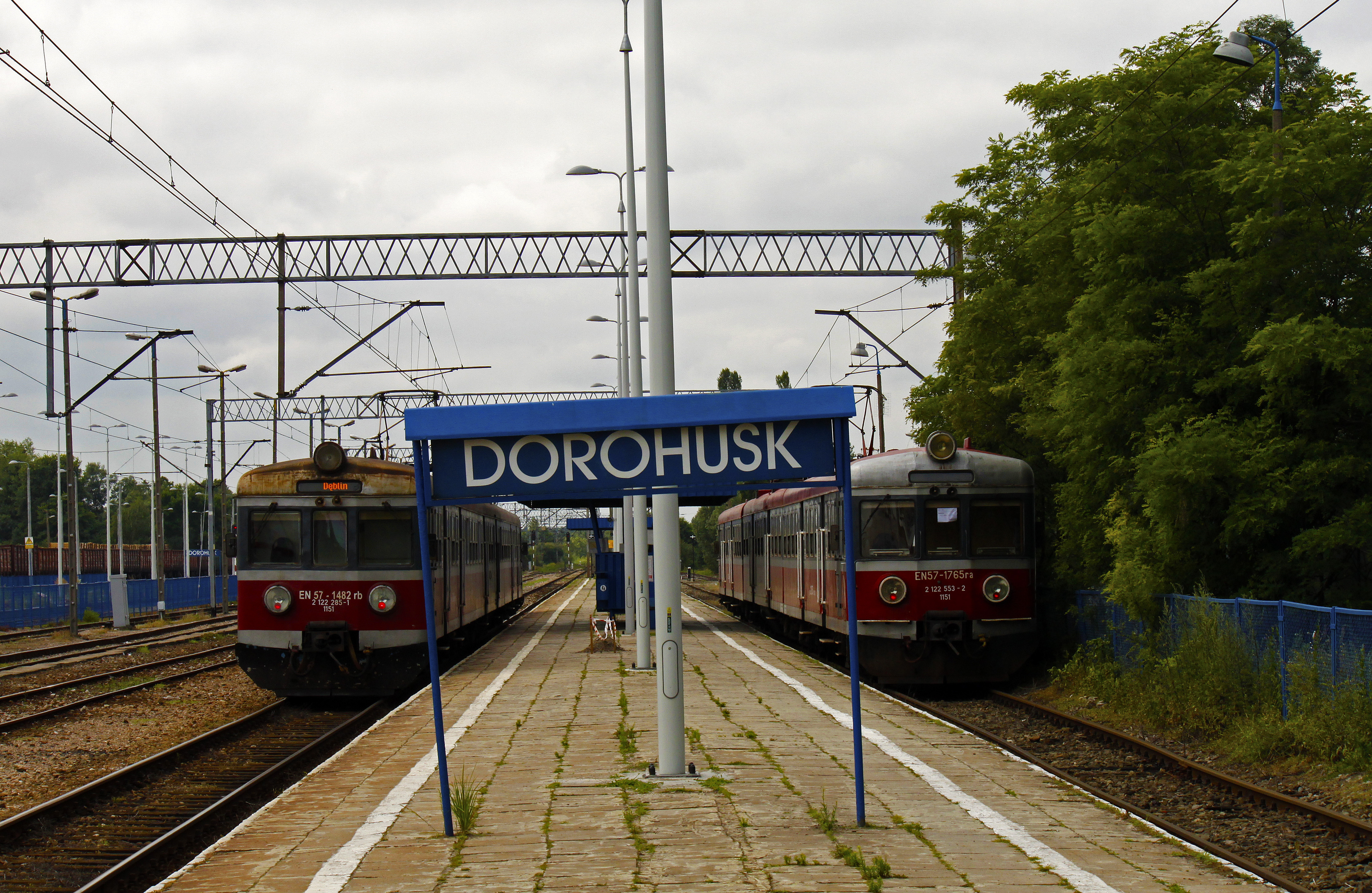
Перон станції Дорогуськ та електропоїзди EN57

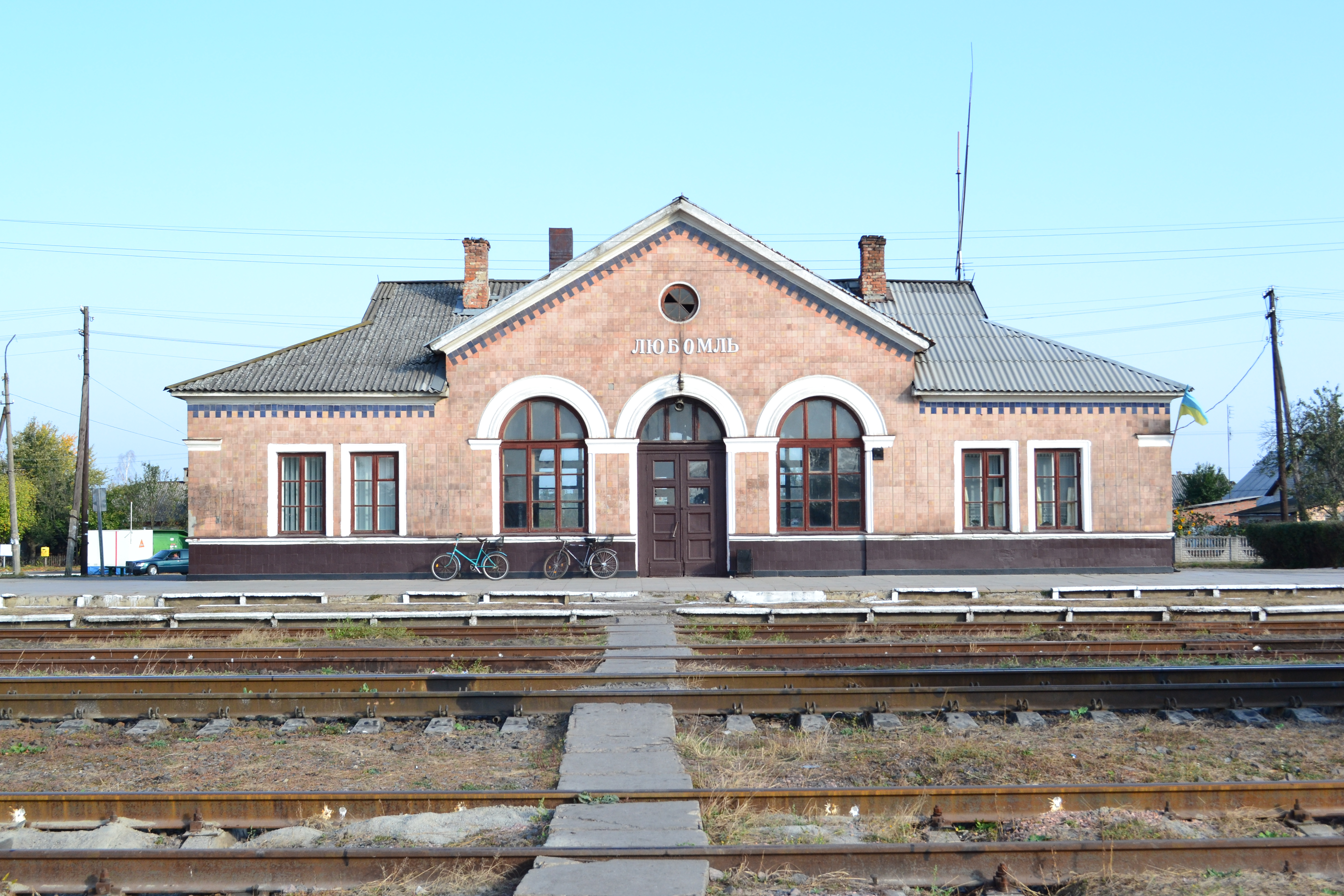
Вокзал станції Любомль

Залізнична лінія між українською станцією Ковель та польським Холмом довжиною 85 км, двоколійна (шириною 1435 мм та 1520 мм). Польська дільниця європейської колії електрифікована, інші частини — ні. За винятком кількох кілометрів перед Ковелем, дві колії пролягають паралельно одна одній. Унікальність цієї залізниці в тому, що колії різної ширини заходять в сусідню країну. В Україні домінує 1520 мм, але до Ковеля (65 км) підходить колія 1435 мм. У Польщі переважає 1435 мм, але до Холма і трохи далі (30 км) біжить широка (1520 мм) колія.

## Історія

### 1877—1945
Сучасна залізнична лінія з українського Ковеля до польського Холма бере свій початок з 1877 року, коли була здана в експлуатацію Привіслянська залізниця. За часів Царської Росії, яка тоді володіла територією Польщі, на кошти приватного капіталу було прокладено залізницю шириною 1524 мм з Ковеля до російсько-прусського кордону у Млаві. Залізницю ж до Ковеля було підведено ще у 1873 році з Києва через Здолбунів і далі до Берестя.
З самого початку лінія була двоколійною. З 1915 року ширина колії була стандартною або європейською, тобто, 1435 мм. По завершенні Першої світової війни весь перебіг залізниці перейшов до Польщі і її залізничного відомства — ПКП (Польських державних залізниць).

### Після ІІ Світової війни
Чергові зміни настали по завершенні Другої світової війни. Оскільки рішенням Ялтинської конференції територія від Ковеля до Західного Бугу стала підпорядкована СРСР, а на захід від Бугу — Польській Народній Республіці, то, відповідно, радянська частина лінії була перешита на 1524 мм. Хоча одну колію лишили шириною 1435 мм, щоб було безперешкодне поєднання з Ковелем і іншими станціями на цій дільниці. Причиною було те, що з Німеччини йшли вантажні потяги з трофеями з переможеної Німеччини: машини, заводські верстати, паровози, та інше різноманітне обладнання. Та й Польща вже була в сфері політичного та економічного впливу СРСР. Отож, дільниця Ковель — Ягодин — Держкордон, довжиною 65 км, мала дві паралельні колії двох різних стандартів. За часів Радянського Союзу ця лінія слугувала для вантажних та пасажирських потреб даної території.
Діючими були: станції в Ягодині, Любомлі, Мацейові, Ковелі. Законсервованими були: Скіби, Підгородне (нині зупинний пункт Підгородне I), Нові Кошари, Черкаси-Волинські. Вони мали приміщення вокзалів, стрілочні пости з кожного боку, стрілочні переводи і семафори, як вхідні, так і вихідні.
З 1970-х років почали широку колію перешивати з 1524 мм на 1520 мм.
Стратегічне значення мала й у військовому плані. Бо у Німецькій Демократичній Республіці (Західна група військ) і в Польській Народній Республці (Північна група військ) були розташовані військові частини збройних сил СРСР після Другої світової війни. І щовесни і щоосені (коли йшла ротація особового складу) йшли військові ешелони зі сходу на захід і, навпаки. Військові підрозділи разом із технікою на платформах, і особовим складом в «теплушках» (криті вагони обладнані нарами та пічками-«буржуйками») перевантажувалися у так само обладнані вагони, тільки вже на іншій колії.
Паралельно залізниці Ковель-Ягодин, на кілька кілометрів південніше, пролягала нинішня траса М 07, так звана «бетонка» (бетонна дорога). Від неї до залізниці також були прокладені бетонні дороги до вантажних рамп, які були на станціях в Нових Кошарах, Мацейові, Підгородне, в лісі на південний схід від станції Скіби, звідки туди йшли дві колії на одному полотні та в Любомлі. В основному, військові перевантаження були в Любомлі та Мацейові.
Водночас на станції Черкаси-Волинські, яка нині є зупинним пунктом, було 8 колій шириною 1435 мм і 4 колії 1520 мм.
Також широка і європейська колії слугували для цивільних вантажів між Польщею та СРСР. На залізничному полотні європейської колії була друга лінія широкої колії, яка йшла з Ковеля до Мацейова. І на цій дільниці могли зустрічно курсувати два потяги одночасно, що було дуже зручно.
Біля зупинного пункту Депо наприкінці 1980-х років була побудована і досі діє база запасу тепловозів.
Пасажирські перевезення були постійними на дільниці Ковель — Ягодин — Ковель. Міжкордонний пасажирський рух був лише короткий період в першій половині 1960-х років. Також наприкінці 1980-х років розпочався пасажирський рух з Ковеля до Зеленої Гури, який обслуговувався ПКП, і потяг Київ — Холм, який обслуговувався Міністерством шляхів сполучень СРСР. Були і інші короткотермінові сполучення через Ізов та Ягодин. Варто зазначити, що цей рух здійснювався до 2000 року включно, коли на станції Ковель почали встановлювати контактну мережу для електрифікації дільниці Ківерці — Ковель. Дільниця Ковель — Ягодин обслуговувалась паровозами, а пізніше тепловозами, локомотивного депо станції Ковель.
Важливо відмітити Ковель як потужну перевантажувальну станцію. На станції Ягодин перевантажували якісне сілезьке вугілля, яке експортували з копалень польської Сілезії.

## Польща
Польська частина Привілянської залізниці Держкордон — Дорогуськ — Холм була укладена наступним чином. Від кордону до Вульки-Окопської через прикордонну станцію Дорогуськ йшли також дві колії, і також двох стандартів ширини, відповідно, як і на радянській частині залізниці. А вже від Вульки-Окопської до Холма було дві колії 1435 мм і одна 1524 мм. Нормальна (європейська) колія має номер 7 в загальнопольській нумерації залізничних ліній. Широка колія, відповідно, має номер 63.
В 1984 році поляки електрифікували свою частину колії 1435 мм постійним струмом 3000 В від Холма до Дорогуська. Широка колія обслуговується тепловозною тягою.
На польському боці побудовано кілька терміналів для перевантаження паливно-мастильних матеріалів та інших вантажів. Вони були розташовані в лісах в стороні від залізниці. Станціями є: Дорогуськ, Вулька–Окопська, Березно, Холм.
Важливими вантажними станціями є Холм-Східний та Холм. Пасажирське сполучення до Дорогуська здійснюється з Любліна.
Дільниця обслуговувалась паровозами, а пізніше тепловозами і електровозами локомотивних депо Холма та Любліна.
Технічний стан залізничного полотна колій 1435 мм досить хороший, колій 1520 мм дещо гірший, але в цілому теж хороший.

### Станції
Прикордонна станція Дорогуськ має 5 колій 1435 мм та 8 — 1520 мм. Вона електрифікована і здатна приймати приміські електропотяги з Любліна. Тут здійснюється митний контроль над вантажними потягами. В бік України використовується виключно тепловозна тяга. В західній горловині є вантажний термінал, а також відходить під'їзна колія 1520 мм до терміналу Даніель.
Вулька-Окопська має 5 колій 1435 мм та 2 — 1520 мм. Від неї відходить на схід під'їзна колія 1435 мм до терміналу Даніель. В бік Холма ідуть вже 2 колії 1435 мм та 1 — 1520 мм. На перегоні Вулька-Окопська — Березно від широкої колії відходить під'їзна колія 1520 мм до терміналу Тезет.
Березно має 4 колій 1435 мм та 1 — 1520 мм. Від неї відходить на схід під'їзна колія 1435 мм до терміналу Тезет.
Холм-Східний має характер вантажної та сортувальної станції, а також обслуговує цементний завод і рудник крейди. Має 19 колій 1435 мм, та 5 — 1520 мм. Є 6 рамп для превантажування.
Станція Холм є вузловою. Крім напрямку до Любліна та Дорогуська є ще відгалуження до Володави. Має 12 колій 1435 мм, та 2 — 1520 мм. Має 2 вантажні рампи для перевантажування, невелике локомотивне депо, парк пасажирських вагонів з мийкою, пункт перестановки колісних пар (використовується для локомотивів), паливний склад. Пасажирський потік — 1 мільйон чоловік щороку. У бік Любліна щодня курсують 21 приміський потяг. Від станції на захід до станції Завадувка (до паливного терміналу) відходять останні 7 км колії 1520 мм.

## Україна
З 1991 року дільниця Ковель–Ягодин–Держкордон перейшла під опіку Укрзалізниці.
В новітні часи законсервовані станції: Черкаси-Волинські, Нові Кошари, Підгородне, Скіби були ліквідовані і переведені в зупинні пункти. Колії розібрані, стрілочні пости, семафори і станційні будівлі стали розбиратися і занепадати, залишились лише зарослі сліди колишніх колій, напівзруйновані пости та руїни інших станційних будівель. На даний момент (2021 рік) збереглися вокзальні будівлі в Черкасах-Волинських та Підгородне.
Додаткову лінію широкої колії (на дільниці Ковель — Мацеїв), суміщену з євроколією, також розібрали.
При проведенні електрифікації у Ковелі (2001 рік) ліквідували колію 1435 мм (суміщену з 8 колією 1520 мм) з вокзалу у вантажний Західний парк. Таким чином, стало проблемним приймати пасажирські потяги на станції. Локомотивам не було можливості обігнати склад і стати з іншого боку на чолі потяга.
До 2012 року курсував швидкий потяг Київ — Берлін. До карантину у 2020 році в графіку був Київ — Варшава. Перестановка колісних пар здійснювалась на станції Ягодин.
Технічний стан залізничного полотна колій 1520 мм досить хороший, колій 1435 мм поганий.

### Станції з колією 1520 мм
Станція Ковель є вузловою і найбільшою станцією, яка має Пасажирський парк — вокзал, Володимирський парк на захід від вокзалу, на схід від вокзалу розташовані: локомотивне депо ТЧ-7, Здолбунівський парк, Передгірочний парк, Транзитний парк, Західний та Східний парки.
Станція Мацеїв має 5 колій. Раніше тут була під'їзна колія до «Луківського комбінату будівельних матеріалів» у східній горловині станції, де видобували крейду та виробляли вапно. Комбінат мав свій маневровий локомотив типу ТГК.
Любомль має 4 колії на вокзалі і під'їзні до комбінату хлібопродуктів, колишньої військової частини, де є рампа.
Ягодин має усього 7 колій. 1995 року на станції було споруджено пункт перестановки колісних пар. Також є під'їзні колії до пункту перевантажування вугілля.

#### Колишні станції
Станція Скіби мала дві колії 1520 мм і під'їзну колію, яка йшла в ліс до рампи на південний схід від Скіб, куди підходила також і колія 1435 мм.
Станція Підгороде (тепер Підгородне І) мала, як мінімум 3 колії, одна з яких була біля рампи.
Станція Нові Кошари також мала рампу і, як мінімум, 3 колії.
Черкаси-Волинські у повоєнні роки мала 4 колії. Від станції відходили колії до Вербки та Люблинця. Це були обхідні, стратегічного призначення гілки на випадок виведення з ладу ковельського залізничного вузла. З Вербки, в свою чергу, через залізницю до Каменя-Каширського біля села Бахів (де ще зберігся залізничний міст через річку Турія) було подібне відгалуження до Білина, де приєднувалось до залізниці Ковель — Сарни. Гілка, яка відходила до Люблинця, з'єднувала із залізницею  Ковель — Львів на перегоні Ковель — Люблинець. Відгалуження до Вербки було суміщене з європейською колією, яка мала подібне призначення. Наприкінці 1990-х усі ці колії розібрали. На картах Гугл шлях їхного пролягання ще помітний (станом на 2022 рік).

### Станції з колією 1435 мм
Станції Ковель, Ягодин, Любомль, Мацеїв мали і в даний час також мають колії 1435 мм.
На станції Ягодин сумарно є 10 колій європейського стандарту. 1995 року на станції було споруджено пункт перестановки колісних пар. Також є під'їзні колії до пункту перевантажування вугілля.
Любомль мав три колії на станції і одну тупикову, яка колись йшла до рампи у військовій частині (західна горловина). Тепер частини немає, а рампа лишилась і використовується. На сьогоднішній час (2021 рік) на станції розібрано одну євроколію, суміщену з колією 1520 мм (3 колія). Тобто, на даний момент на станції є 2 колії 1435 мм.
На станції Мацеїв на даний час є 2 колії. Раніше було, як мінімум 3. Також є рампа на самій станції до якої підходить з одного боку колія 1435 мм. Тепер тут діє навантажувальний термінал де в спеціальні вагони завантажують ріпак, зерно і транспортують до Польщі.
Станція Ковель. На вокзалі є тільки одна суміщена колія (9 колія), яка вздовж перону прямує в депо, а також має колії в локомотивному депо. У Західному та Східному парку також є колії, звідки в 2018 році їх продовжено до елеватораа Ковельської реалізаційної бази хлібопродуктів.

#### Колишні станції
Станція Скіби мала дві колії 1435 мм і під'їзна колія йшла в ліс до рампи на південний схід від Скіб, куди підходила також і колія 1520 мм.
На станції Підгородне (тепер Підгородне І) було щонайменше 3 колії, одна з яких була біля рампи.
Станція Нові Кошари також мала, як мінімум 3 колії і рампу.
Черкаси-Волинські у повоєнні роки мала 8 колій. Від станції відходила колія до Вербки, яка була суміщена з широкою. Це була обхідна, стратегічного призначення гілка на випадок виведення з ладу ковельського залізничного вузла. А до Вербки євроколія підходила з Ковеля, бо поруч, на нині неіснуючій станції База (на залізниці до Каменя-Каширського) біля південної околиці села Дубове, була база запасу паровозів, в тому числі тих, що обслуговували євроколію. Це були трофейні німецькі локомотиви. Наприкінці 1990-х усі ці колії розібрали. На картах Гугл шлях їхного пролягання ще помітний (станом на 2022 рік).